# Pasayten River
Pasayten River är ett vattendrag i Kanada och USA.  Det ligger i British Columbia i Kanada och Washington i USA.
I omgivningarna runt Pasayten River växer i huvudsak barrskog. Trakten runt Pasayten River är nära nog obefolkad, med mindre än två invånare per kvadratkilometer.